# Trifthorn (Anniviers)
Trifthorn är en bergstopp i Schweiz.   Den ligger i distriktet Sierre och kantonen Valais, i den södra delen av landet, 100 km söder om huvudstaden Bern. Toppen på Trifthorn är 3 728 meter över havet, eller 96 meter över den omgivande terrängen. Bredden vid basen är 0,20 km.
Terrängen runt Trifthorn är huvudsakligen mycket bergig. Närmaste större samhälle är Zermatt, 6,4 km sydost om Trifthorn. 
Trakten runt Trifthorn består i huvudsak av gräsmarker. Runt Trifthorn är det ganska glesbefolkat, med 27 invånare per kvadratkilometer.